# Рыдань (Орловская область)
Рыдань — деревня в Знаменском районе Орловской области. Входит в состав Коптевского сельского поселения.

## История
Деревня Рыдань упоминается в 1678 году в составе Севского разряда в Карачевском уезде среди поместий Рословского стана.

## География
Протекает  р. Рыдань.

## Население
| 2010 |
| ---- |
| 6    |